# Ernest Giralt Lledó
Ernest Giralt Lledó (Viladecans, 1948) es un químico y catedrático universitario español, galardonado, entre otros, con el Premio Nacional de Investigación Enrique Moles en 2011.

## Biografía
Doctorado en Ciencias Químicas por la Universidad de Barcelona (UB), realizó la estancia postdoctoral en la Universidad de California en San Diego. Incorporado como profesor en la UB en 1986, es catedrático de la misma en el departamento de química orgánica, además de profesor investigador en el Instituto de Investigación Biomédica de Barcelona donde dirige el programa de química y farmacología molecular. Entre sus principales campos de estudio se encuentran el reconocimiento molecular, el desarrollo de péptidos como potenciales agentes terapéuticos, así como la resolución de la estructura de péptidos y proteínas de interés biológico mediante la resonancia magnética nuclear (RMN) y otras técnicas computacionales avanzadas.
Ernest Giralt es autor de más de 450 artículos en revistas especializadas en ciencias experimentales nacionales e internacionales como Nature, Journal of the American Chemical Society o Angewandte Chemie International Edition. A lo largo de su carrera profesional ha sido reconocido con la Medalla Narcís Monturiol (1992) al mérito científico y tecnológico, la 'Distinción de la Generalidad de Cataluña por la Promoción de la Investigación Universitaria' (2001), el Premio Nacional de Investigación Enrique Moles (2011) por sus aportaciones en el conocimiento del «diseño, síntesis, modificación controlada y estructura de péptidos y proteínas, funcionamiento de proteínas relacionadas con el desarrollo del Alzheimer» y el Premio Ciudad de Barcelona de ciencias experimentales y tecnología (2015) Premi Ciutat de Barcelona 2015.
En paralelo a su carrera científica, Ernest Giralt siempre ha mostrado un interés artístico por la música. Cabe destacar su dedicación como intérprete así como su faceta de compositor musical (Welcome to my little world of music). 